# إفرايم كاتس
إفرايم كاتس (بالإنجليزية: Ephraim Katz)‏ هو صحفي أمريكي، ولد في 11 مارس 1932 في تل أبيب في إسرائيل، وتوفي في 2 أغسطس 1992.